# Parnassius maximinus
Parnassius maximinus là một loài bướm ngày sinh sống ở vùng núi cao được tìm thấy ở Western ranges of the Tien Shan Mountains. It is a member of the Snow Apollo genus Parnassius of the Swallowtail (Papilionidae) family.
Previously it was regarded as conspecific with Parnassius delphius.